# Paweł Kowalczyk (piosenkarz)
Paweł Kowalczyk, znany także jako Kovalczyk (ur. 28 listopada 1981 w Ząbkowicach Śląskich) – polski piosenkarz.

## Życiorys
Ukończył XVII Liceum Ogólnokształcące o profilu teatralnym, uczył się w Szkole Jazzu i Muzyki Rozrywkowej we Wrocławiu. Karierę muzyczną rozpoczął w 1994 występem na Festiwalu Młodych Wokalistów we Wrocławiu, który ostatecznie wygrał. Grał w zespołach Smak Paniki i Junkers, z którym w 2000 zdobył pierwszą nagrodę na Przeglądzie Młodych Muzyków w Kłodzku. Kilkukrotnie zajmował czołowe miejsce w konkursie recytatorskim „Kogucik”. W 2003 wziął udział w przesłuchaniach do trzeciej edycji programu telewizji Polsat Idol. Zakwalifikował się do odcinków na żywo i zajął ostatecznie trzecie miejsce, odpadając w odcinku półfinałowym. Niedługo po udziale w talent show został współprowadzącym program Muzyczna winda.
W 2009 wydał debiutancki album studyjny pt. Obsesja, który promował singlem „Wrong” nagranym z gościnnym udziałem Magdaleny Kuś. W 2010 nawiązał współpracę ze Sławomirem Leniartem i Aleksandrem Bobrowskim, a pierwszym singlem nagranym przez trio był utwór „The Game”, który Kowalczyk wydał pod pseudonimem Diabkov.
W 2013 założył jazzowy projekt muzyczny Kovalczyk Big Band Project, którego uczestnikami byli m.in. Marek Napiórkowski, Robert Kubiszyn, Robert Luty i Paweł Tomaszewski. W tym samym roku ukazała się pierwsza płyta zespołu, która nagrana była metodą analogową. Płytę promował singiel „Raise Me Up”. W marcu 2015 wydał singiel „Nie głosuj na mnie”, a w kwietniu 2016 – „Turlaj się”. Piosenkami zapowiadał trzeci album pt. Kovalczyk Aux, który wydał 6 maja 2016.
11 października 2019 wydał czwarty album pt. Piosenki Mistrza, na którym umieścił kompozycje z repertuaru Grzegorza Ciechowskiego w nowoczesnych, elektronicznych aranżacjach. Od października 2021 do listopada 2022 jako „Rzeźnik Liryczny” był twarzą kampanii reklamowej Delikatesów Centrum.

## Dyskografia

### Albumy studyjne
- Obsesja (2009)
- Kovalczyk Big Band Project (2013)
- Aux (2016)
- Piosenki Mistrza (2019)